# Traité de Pereïaslav (1654)
Cet article traite du traité de 1654, à ne pas confondre avec le Traité de Pereïaslav (1630) et le Traité de Pereïaslav (1659).
Le traité de Pereïaslav est conclu en 1654 dans la ville ukrainienne de Pereïaslav, entre la Zaporoguie, représentée par son hetman Bohdan Khmelnytsky, et la Russie du tsar Alexis Ier de Russie, représentée par une importante délégation avec ses traducteurs.
Les copies originales du traité ayant été perdues, les clauses exactes du traité sont controversées. Le traité entérinait l'établissement de l'Hetmanat cosaque sur l'Ukraine de la rive gauche du Dnipro
sous domination russe.

## Contexte

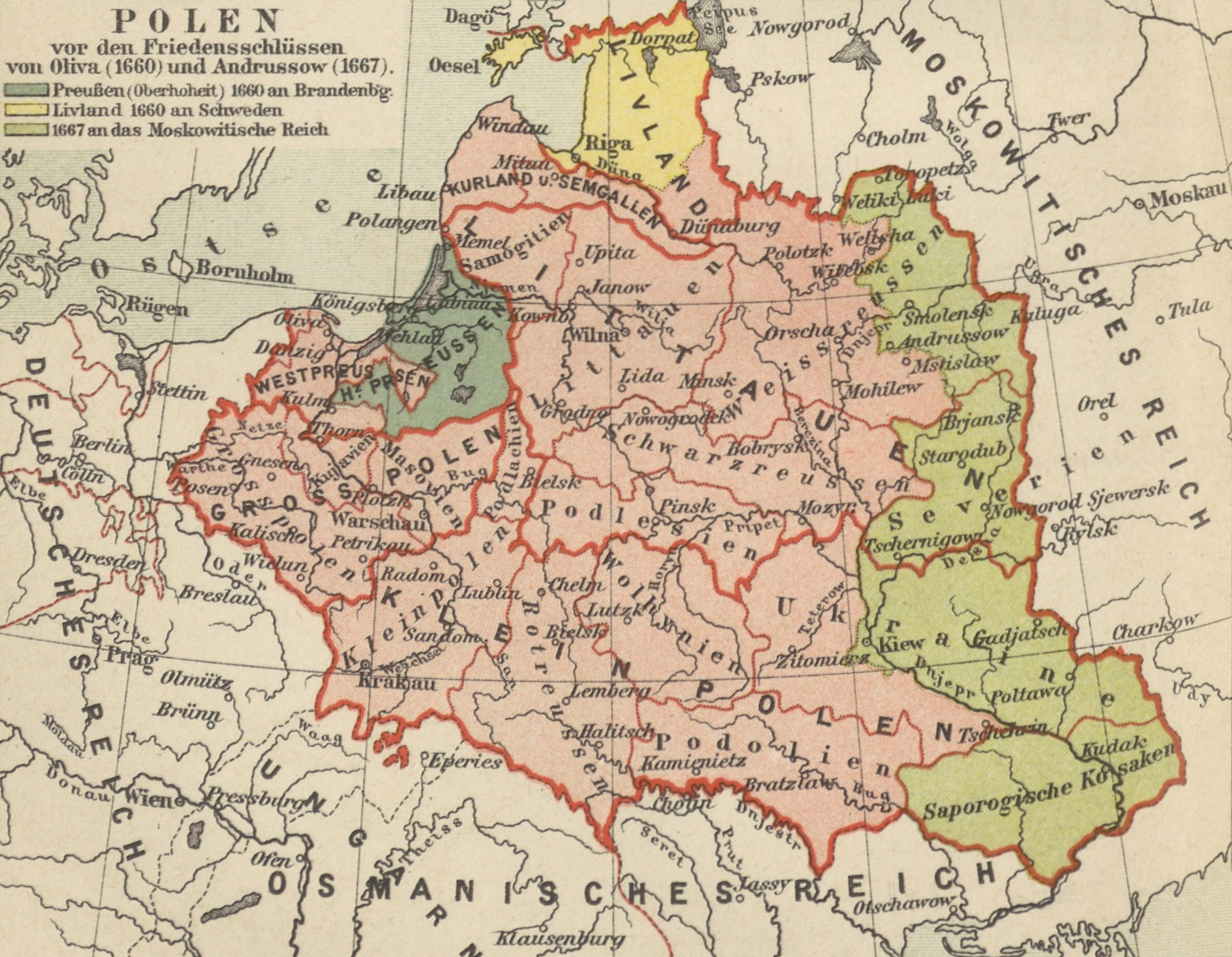
Territoire de la Pologne-Lituanie avant 1667. En vert clair les territoires annexés après la guerre russo-polonaise.

Les cosaques étaient une force militaire difficilement contrôlable, mais que la république des Deux Nations (Pologne et Lituanie) avait su utiliser pour protéger sa frontière sud. Dans les années 1620, les craintes liées à la constitution d'un État proprement cosaque se font plus fortes ; en 1638, la Pologne s'appuie sur les Cosaques enregistrés (reestrovye) pour démanteler l'institution de la Cosaquerie, provoquant la fuite d'un grand nombre de cosaques zaporogues sur la rive gauche du Dniepr.
En 1654, le soulèvement de Khmelnytsky consomme la rupture entre la Pologne et les cosaques zaporogues, et fait vaciller l’État polonais. C'est dans ce contexte que la Russie propose son appui et sa protection aux Cosaques, ouvrant la voie à la guerre russo-polonaise (1654-1667) qui mènera à l'affaiblissement irréversible de la république des Deux Nations.

## Conséquences
Le traité eut un résultat très différent de ce que prévoyait Bohdan Khmelnytsky : à l'origine destiné à lui assurer l'appui militaire tactique de la puissance russe, il aboutit dans les faits à la séparation entre l'Ukraine orientale et la Pologne-Lituanie (prolongement du traité de Pereïaslav par la trêve d'Androussovo-1667 et le traité de Paix éternelle-1686 ; pour l'Ukraine de la rive droite du Dniepr
(occidentale), l'Ukraine ottomane et la Podolie, l'annexion par la Russie date du second partage de la Pologne en 1793), au rattachement de l'hetmanat zaporogue à la puissance russe, et au renforcement de l'orthodoxie dans cette région.
À la colonisation polonaise et la polonisation des classes supérieures fait suite une russification de la société ukrainienne, qui culmina dans l'Oukase d'Ems (1878) qui interdit l'impression de livres en langue ukrainienne. D'autre part, il signe le déclin de la Zaporoguie et le retour du servage sur le territoire ukrainien.
Pour l'Empire russe, le rattachement de l'Ukraine marquait le renforcement de sa puissance et justifiait son appellation d'Empire et la mention d' « empereur de tous les Rus' », dans la titulature de l'empereur.
Ce traité est fêté par les Ukrainiens prorusses comme l'union des peuples slaves russes, ukrainiens et biélorusses. Pour les patriotes et nationalistes ukrainiens, il marque le début du joug russe sur l'Ukraine.
En 1954, à l'occasion du tricentenaire du traité, Nikita Khrouchtchev transféra la Crimée de la RSFS de Russie à la RSS d'Ukraine, au sein de l'Union soviétique. En 1991, la RSS d'Ukraine proclamera son indépendance y incluant la Crimée, frontière que la fédération de Russie reconnaîtra tout d'abord (Mémorandum de Budapest - 1994 - où la fédération de Russie s'engage à respecter l'autorité de l'Ukraine dans ses frontières d'alors) puis contestera, ce qui conduira à la décision de Vladimir Poutine de rattacher la Crimée à la Russie en 2014, annulant ainsi le geste de Khrouchtchev. A noter qu'avant 1945, la Crimée était une république autonome de la fédération de Russie (dont la république de Russie elle-même est un des membres, comme d'autres républiques - Tchétchénie, etc -, statut supprimé par Staline en 1945, en même temps que la déportation de sa population tatare remplacée par des colons russes : Staline intégrera alors directement la Crimée à la république de Russie).